# Adesão da Ucrânia à União Europeia
A adesão da Ucrânia à União Europeia está na atual agenda para o alargamento futuro da União Europeia.
Em 28 de fevereiro de 2022, logo após ter sido invadida pela Rússia, a Ucrânia solicitou a adesão à União Europeia (UE). O presidente ucraniano Volodymyr Zelenskyi solicitou a admissão imediata sob um "novo procedimento especial", e os presidentes de oito estados da UE pediram um processo de adesão acelerado. A presidente da Comissão Europeia, Ursula von der Leyen, afirmou que apoia a adesão da Ucrânia, mas que o processo levará tempo. Em 1 de março de 2022, o Parlamento Europeu recomendou que a Ucrânia fosse oficialmente candidata à adesão, e em 10 de março de 2022, o Conselho da União Europeia solicitou à Comissão o seu parecer sobre o pedido. Em 8 de abril de 2022, von der Leyen apresentou a Zelenskyi um questionário legislativo, ao qual a Ucrânia respondeu em 17 de abril.
Em 17 de junho de 2022, a Comissão Europeia recomendou que o Conselho Europeu concedesse à Ucrânia o status de candidato à adesão à União Europeia.
Em 23 de junho de 2022, o Parlamento Europeu adotou uma resolução pedindo a concessão imediata do status de candidato à adesão à União Europeia à Ucrânia. Em 23 de junho de 2022, o Conselho Europeu concedeu à Ucrânia o status de candidato à adesão à União Europeia.

## Cronologia das relações com a União Europeia

A bandeira usada por ativistas no Euromaidan.

Estados membros da União Europeia
Estados membros da União Europeia apoiam adesão acelerada da Ucrânia
Estados membros da União Europeia apoiam a concessão acelerada do status de candidato à Ucrânia
Ucrânia
Territórios ucranianos ocupados pela Rússia

O Acordo de Associação União Europeia-Ucrânia foi assinado em 2014, após uma série de eventos que paralisaram sua ratificação, culminando em uma revolução na Ucrânia e na derrubada do então presidente da Ucrânia, Viktor Ianukovytch. A Zona de Comércio Livre Abrangente e Aprofundada com a Ucrânia entrou em vigor em 1 de setembro de 2017, após ter sido aplicada provisoriamente desde 1 de janeiro de 2016, e o Acordo de Associação entrou plenamente em vigor em 1 de setembro de 2017. Em 24 de fevereiro de 2022, a Rússia invadiu a Ucrânia, levando ao pedido de adesão.

### 2002–2005
Em 2002, o Comissário para o Alargamento da UE, Guenther Verheugen, disse que "a perspectiva europeia para a Ucrânia não significa necessariamente adesão nos próximos 10-20 anos, embora seja possível". Para aderir à União Europeia, o Estado candidato deve cumprir as condições políticas e económicas vulgarmente conhecidas como Critérios de Copenhaga (adotados na Cimeira de Copenhaga em 1993), nomeadamente um governo democrático que reconheça o Estado de direito e as liberdades e instituições relevantes. De acordo com o Tratado de Maastricht, cada Estado-Membro atual, bem como o Parlamento Europeu, deve concordar com qualquer alargamento.
A obtenção do status de membro de pleno direito da UE como um objetivo estratégico da Ucrânia foi declarado pela primeira vez pelo presidente da Ucrânia, Viktor Yushchenko, imediatamente após sua eleição no início de 2005. Em 13 de Janeiro de 2005, o Parlamento Europeu quase por unanimidade (467 a favor e 19 contra) adoptou uma resolução sobre as intenções do Parlamento Europeu de convergir com a Ucrânia na adesão. A Comissão Europeia observa que, embora ainda não tenha passado um certo período preparatório, a admissão de novos membros não está descartada. Ao que o presidente Yushchenko respondeu com sua intenção de solicitar a adesão "no futuro próximo".
Vários líderes influentes da UE na época expressaram apoio à melhoria dos laços com a Ucrânia. Em particular, o Ministro dos Negócios Estrangeiros polonês Adam Rotfeld declarou em 21 de março de 2005 que a Polônia apoiaria as aspirações de integração europeia da Ucrânia em qualquer circunstância. Em particular, ele disse: "Neste estágio, devemos nos concentrar em etapas concretas de cooperação em vez de conversas vazias sobre cooperação pan-europeia". Três dias depois, uma pesquisa nos seis maiores países da UE mostrou o compromisso dos cidadãos da UE em aceitar a Ucrânia como membro de pleno direito no futuro.
Em outubro de 2005, o presidente da Comissão Européia, José Manuel Barroso, disse que "o futuro da Ucrânia está na UE". No entanto, em 9 de Outubro de 2005, a Comissão Europeia, numa nova versão do Documento de Estratégia para o Desenvolvimento, afirmou que a implementação dos planos de alargamento (Croácia e ex-Repúblicas Jugoslávias) poderia bloquear a adesão da Ucrânia, Bielorrússia e Moldávia. O Comissário para o Alargamento, Olli Rehn, disse que a UE deve evitar "muito alargamento", salientando que o actual plano de alargamento parece completo.
Embora as autoridades e cientistas políticos ucranianos tenham mencionado várias datas específicas para uma possível adesão, apenas a Política Europeia de Vizinhança da Ucrânia foi oficialmente proposta à Ucrânia pela UE até agora. A administração presidencial tem criticado o status proposto das relações de vizinhança.

### 2007–2014
Em março de 2007, foi oferecido à Ucrânia um Acordo de Livre Comércio com a UE. Embora esta proposta tenha provocado uma reação muito mais forte do Estado ucraniano, ela não continha planos específicos para a adesão da Ucrânia à UE em um futuro próximo. Alguns políticos da Europa Ocidental falaram da "fadiga do alargamento" temporária das instituições europeias. Observadores ucranianos identificam o chamado "grupo de resistência" da adesão da Ucrânia à UE. Em particular, ao concluir o texto do Acordo Reforçado entre a Ucrânia e a UE em março de 2007, as referências à perspectiva de adesão foram excluídas. "Qualquer menção à perspectiva de adesão da Ucrânia à União Europeia foi excluída do projeto de acordo aprimorado Ucrânia-UE devido à posição da França", escreveu o influente jornal alemão Frankfurter Allgemeine Zeitung. A posição da Itália depende da situação política interna deste país. Assim, durante a campanha eleitoral neste país, o governo de Silvio Berlusconi deu sinais diplomáticos de que estava disposto a apoiar as aspirações de integração europeia da Ucrânia. Seu oponente político Romano Prodi, por outro lado, disse que "as perspectivas de adesão da Ucrânia à UE são as mesmas que na Nova Zelândia"
De acordo com a política da Parceria Oriental, a Ucrânia pode tornar-se membro da União Europeia. Em 27 de fevereiro de 2014, o Parlamento Europeu aprovou uma resolução que reconhece o direito da Ucrânia de "candidatar-se a membro da União, desde que respeite os princípios da democracia, respeite as liberdades fundamentais e os direitos humanos e das minorias, e garanta o Estado de direito ". O Parlamento Europeu observa que, em conformidade com o artigo 49.º do Tratado com a UE, a Geórgia, a Moldávia e a Ucrânia, como qualquer outro país europeu, têm uma perspectiva europeia e podem candidatar-se à adesão à UE em conformidade com os princípios da democracia, - afirmou em uma resolução do Parlamento Europeu em Bruxelas, adotada na última sessão antes das eleições para o Parlamento Europeu, que tiveram lugar de 23 a 25 de maio de 2014. 27 de junho de 2014 O Presidente da Comissão Europeia, José Manuel Barroso, afirmou que o O Acordo de Associação marca o início da adesão da Ucrânia à UE. No mesmo dia, o Comissário para o Alargamento da UE, Stefan Fuele, afirmou acreditar na futura adesão da Ucrânia à UE.

### 2014–2022
Em março de 2016, o presidente da Comissão Europeia, Jean-Claude Juncker, afirmou que levaria pelo menos 20 a 25 anos para a Ucrânia se juntar à UE e à OTAN. Em junho de 2018, o presidente da Ucrânia, Petro Poroshenko, disse esperar que a Ucrânia se junte à União Europeia e à Organização do Tratado do Atlântico Norte até 2030.
Em 21 de fevereiro de 2019, a Constituição da Ucrânia foi alterada, as normas sobre o curso estratégico da Ucrânia para a adesão à União Europeia e à OTAN estão consagradas no preâmbulo da Lei Básica, três artigos e disposições transitórias.
Na X sessão da Assembleia Interparlamentar Ucrânia-Polônia-Lituânia, que terminou em 8 de junho de 2019 em Quieve, as partes assinaram um documento final contendo um acordo sobre a estratégia de 2025 e 2027 como período para a possível adesão da Ucrânia à UE. Em 2027, quando a Lituânia assumir a presidência da UE pela segunda vez, a questão da Ucrânia será o principal tema da agenda. Se esta oportunidade não for aproveitada, a próxima "janela" será aberta em 2039, quando a Polônia presidirá a UE e a Lituânia presidirá apenas em 2041.
A 23 de julho de 2020, a Polónia, a Lituânia e a Ucrânia criaram uma plataforma tripartida para a cooperação política, económica, cultural e social – o Triângulo de Lublin, que visa apoiar a integração da Ucrânia na UE e na NATO.
Em fevereiro de 2021, o líder da União Democrata-Cristã da Alemanha, Armin Laschet, que era considerado um provável sucessor de Angela Merkel como chanceler da Alemanha, apoiou a ideia de alargamento da UE e de dar à Ucrânia uma perspectiva europeia:

A questão da adesão da Ucrânia à UE não se coloca neste momento, mas surgirá inevitavelmente no futuro. Devemos apoiar a Ucrânia no seu caminho difícil e, ao mesmo tempo, abrir uma perspectiva europeia.— Armin Laschet
Alguns especialistas acreditam que em tempos de deterioração das relações entre a Rússia e a UE, a Ucrânia tem uma janela de oportunidade para aderir à União Europeia. Pavlo Klimkin observou que a Ucrânia ainda não atende a nenhum critério para ingressar na União Europeia, pois não possui uma democracia estabelecida, um Estado de direito e uma economia de mercado de pleno direito. Segundo ele, a primeira chance foi perdida no início de 2005, quando Yushchenko foi persuadido a não se candidatar, e em 2014 foi muito mais difícil fazê-lo.
Em 11 de fevereiro de 2021, o Parlamento Europeu publicou um relatório sobre o sucesso da Ucrânia na implementação do Acordo de Associação com a União Europeia. O documento destaca tanto os principais sucessos da Ucrânia nesse caminho, quanto falhas ou momentos que dificultam o processo de reforma no país. Em geral, a União Europeia ainda não está pronta para falar oficialmente sobre as perspectivas de adesão da Ucrânia às fileiras dos estados membros, mas a perspectiva europeia da Ucrânia é reconhecida. Em 2021, a Ucrânia estava se preparando para solicitar formalmente a adesão à UE em 2024, a fim de ingressar na União Europeia na década de 2030.

## Pedido de associação

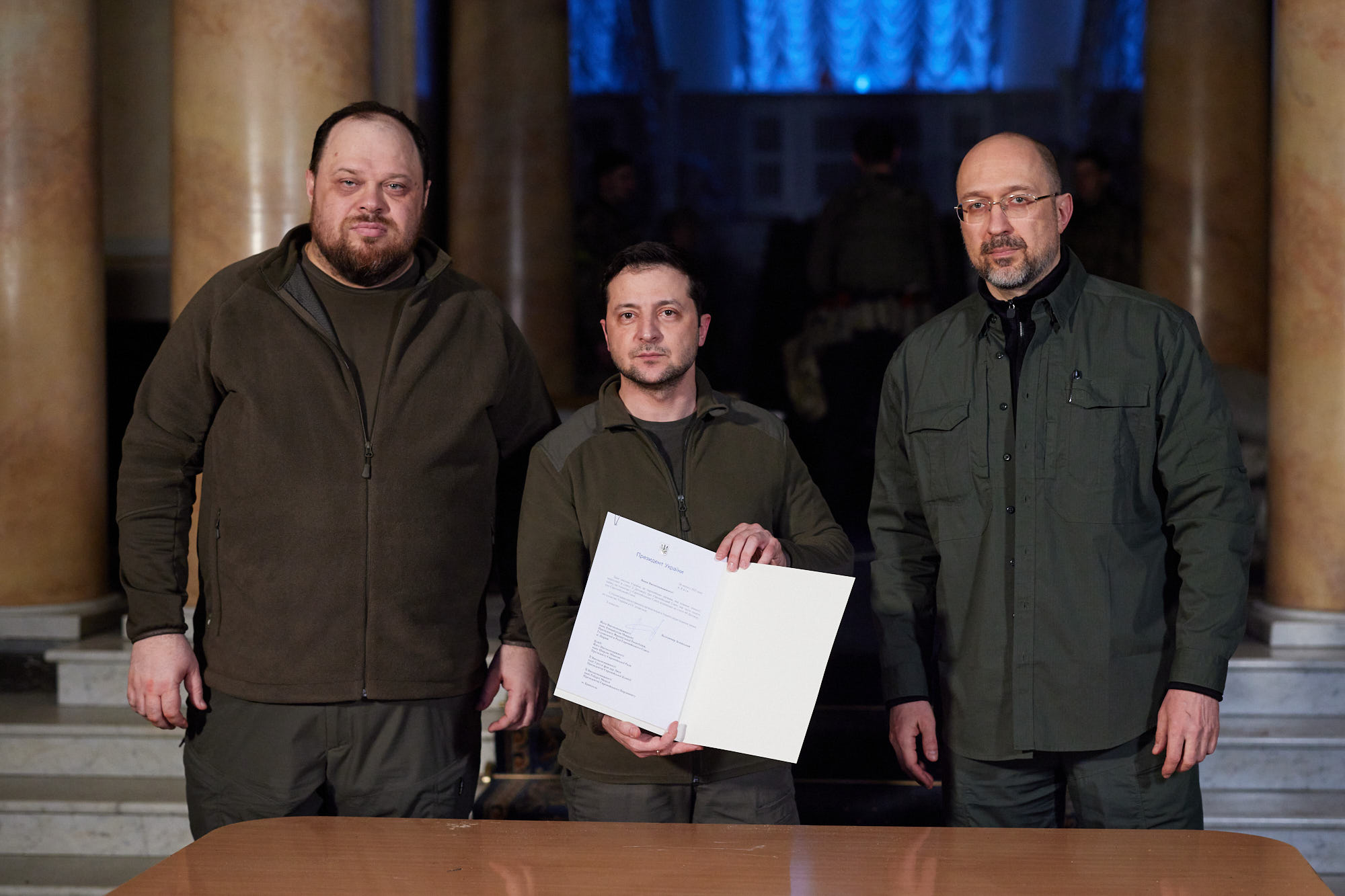
Assinatura do pedido de adesão à UE, 28 de fevereiro de 2022

Após a invasão russa da Ucrânia em 2022, houve pedidos adicionais para iniciar um processo formal de adesão: a Ucrânia reiterou seu desejo de se tornar membro da união, e o presidente da Comissão Europeia von der Leyen afirmou que a Ucrânia pertence à União Europeia. O primeiro-ministro eslovaco, Eduard Heger, manifestou apoio a um processo de adesão acelerado.
Em 26 de fevereiro de 2022, o presidente polonês Andrzej Duda pediu a adesão acelerada da Ucrânia à UE. Em 27 de fevereiro, o primeiro-ministro esloveno Janez Janša, juntamente com o primeiro-ministro polonês Mateusz Morawiecki, propôs um plano para a rápida integração da Ucrânia na UE até 2030 em uma carta ao presidente do Conselho Europeu, Charles Michel . O primeiro-ministro eslovaco, Eduard Heger, também propôs à UE a criação de um novo procedimento especial para a adesão da Ucrânia, a fim de ajudar a Ucrânia a se reerguer e se recuperar da guerra no futuro.
Em 28 de fevereiro, a Ucrânia apresentou oficialmente uma carta de solicitação de adesão. Devido à crise em curso, o presidente Zelenskyi solicitou a admissão imediata na União Europeia sob um procedimento especial. No mesmo dia, oito estados da UE assinaram uma carta apoiando um processo de adesão acelerado para a Ucrânia, e em 1º de março, o ministro das Relações Exteriores da Hungria, Péter Szijjártó, afirmou que seu país também apoiaria um processo acelerado. Em 1 de março, o Parlamento Europeu, na sequência de um debate em que o Presidente da Ucrânia discursou e foi aplaudido, recomendou que a Ucrânia fosse oficialmente candidata à adesão à UE. O Parlamento Europeu votou a favor da adesão da Ucrânia com 637 votos a favor, 13 contra e 26 abstenções.
Em 1 de março de 2022, os presidentes de oito Estados-Membros da UE (Bulgária, República Checa, Estónia, República da Letónia, República da Lituânia, República da Polónia, República Eslovaca e República da Eslovénia) assinaram uma carta aberta apelando a que seja dada à Ucrânia a perspectiva de adesão à UE e que inicie imediatamente o processo de negociações. No mesmo dia, o ministro das Relações Exteriores da Hungria, Peter Siarto, pediu a adesão acelerada da Ucrânia à União Europeia.
No entanto, a 2 de Março, o ministro dos Negócios Estrangeiros espanhol, José Manuel Albares, afirmou que "a pertença à UE não é um processo caprichoso ou que pode ser feito por uma mera decisão política", lembrando que o país candidato "deve cumprir certos requisitos sociais, políticos e padrões econômicos”.
Em 7 de março, a UE disse que avaliaria formalmente o pedido da Ucrânia e em 10 de março de 2022, o Conselho da União Europeia solicitou à Comissão sua opinião sobre o pedido.
Em 9 de março de 2022, o Senado polonês adotou uma resolução convocando os países da União Europeia a apoiar o processo acelerado de adesão da Ucrânia à UE com 93 votos a favor. "A sociedade ucraniana provou, sem dúvida, que está pronta para fazer parte de uma Europa unida e pronta para pagar com sangue pela devoção aos valores europeus. Soldados ucranianos, defendendo as fronteiras de seu país, protegem toda a Europa", diz o documento.

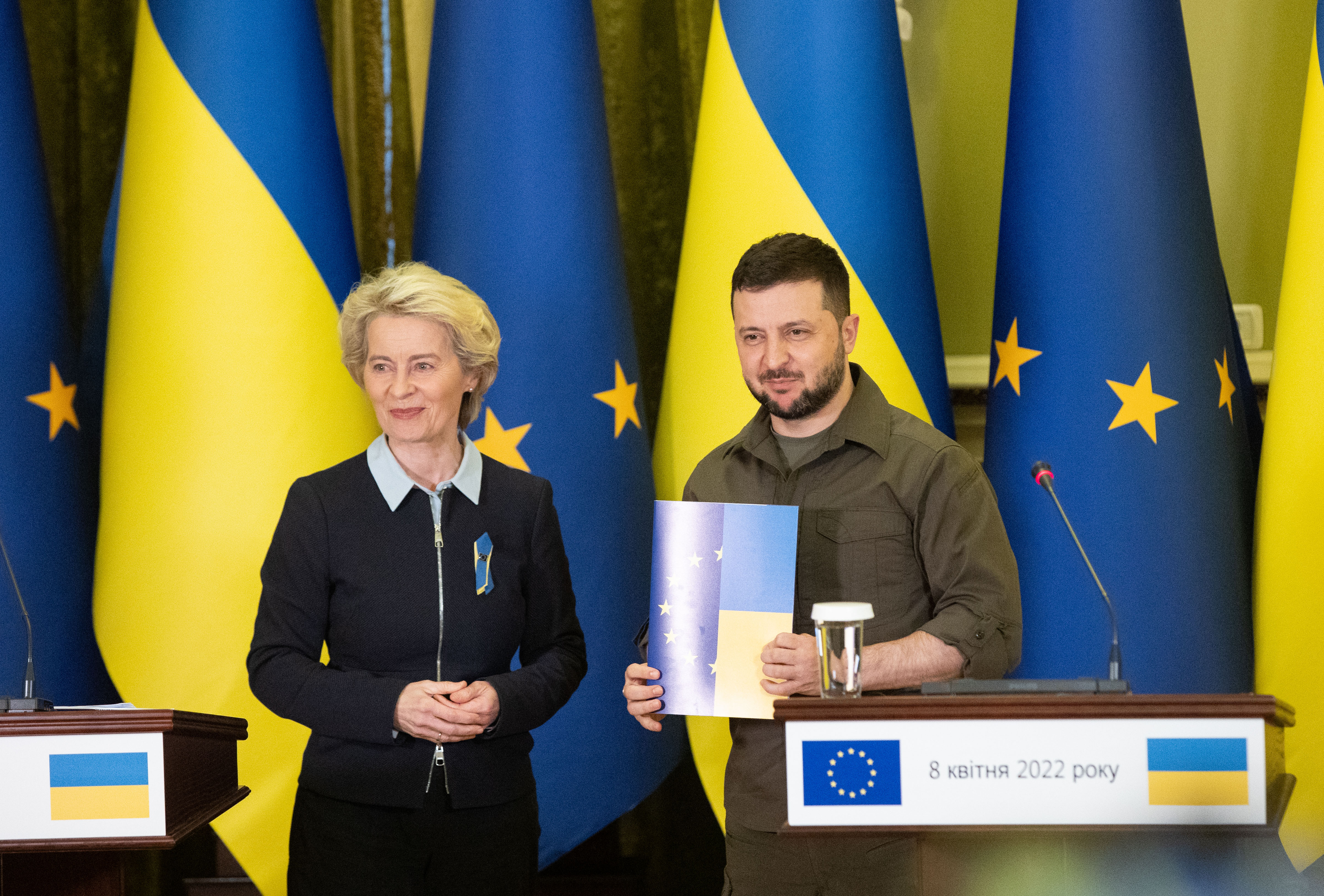
Apresentação do questionário de adesão à UE em 8 de abril de 2022 pelo Presidente da Comissão Europeia von der Leyen e pelo Presidente da Ucrânia Volodymyr Zelensky

Em 8 de abril de 2022, o presidente da Comissão von der Leyen, depois de visitar Bucha após o massacre, visitou Quieve e se encontrou com o presidente Zelenskyi. Von der Leyen apresentou a Zelenskyi o questionário legislativo para iniciar a candidatura da Ucrânia e ofereceu-se para acelerar o processo. Borrell anunciou que a delegação da UE na Ucrânia, chefiada por Matti Maasikas, retornará a Quieve depois de ter sido evacuada com a eclosão da guerra. Em 17 de abril de 2022, a Ucrânia respondeu à primeira parte do questionário legislativo, enquanto respondeu à segunda e última parte em 9 de maio de 2022.

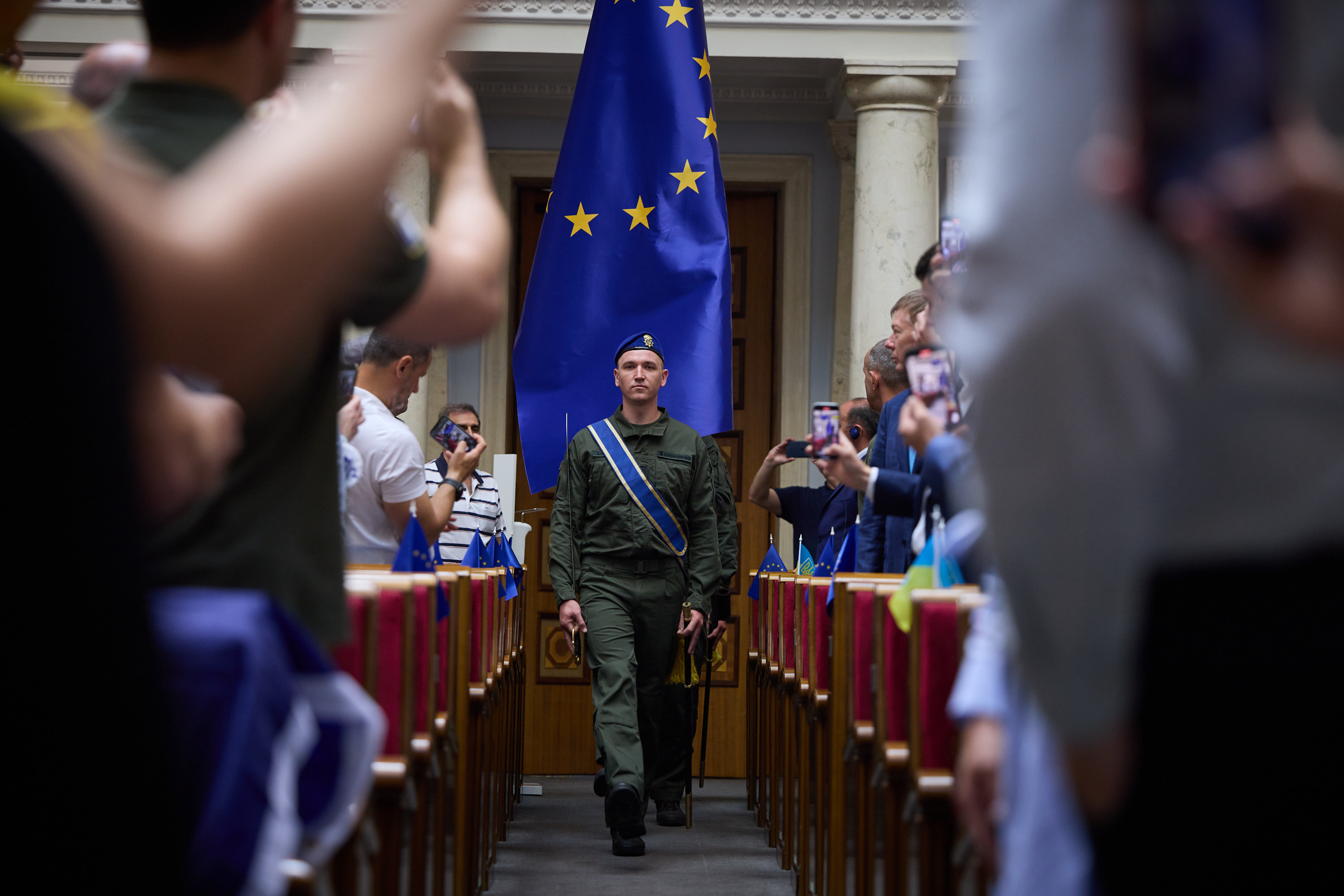
Em 1º de julho de 2022, a bandeira da UE foi solenemente trazida para o salão da Conselho Supremo da Ucrânia, que agora voará lá para sempre. Este evento extremamente simbólico nos lembrou da introdução da bandeira do estado após a declaração da independência da Ucrânia.

Em 23 de junho de 2022, o Parlamento Europeu adotou uma resolução pedindo a concessão imediata do status de candidato à adesão à União Europeia à Ucrânia. Em 23 de junho de 2022, o Conselho Europeu concedeu à Ucrânia o status de candidato à adesão à União Europeia.

## Negociações
As negociações de negociação ainda não haviam começado em abril de 2022. A Ucrânia esperava iniciar as negociações no final de 2022 por meio de um procedimento de adesão acelerado.

## Opinião pública

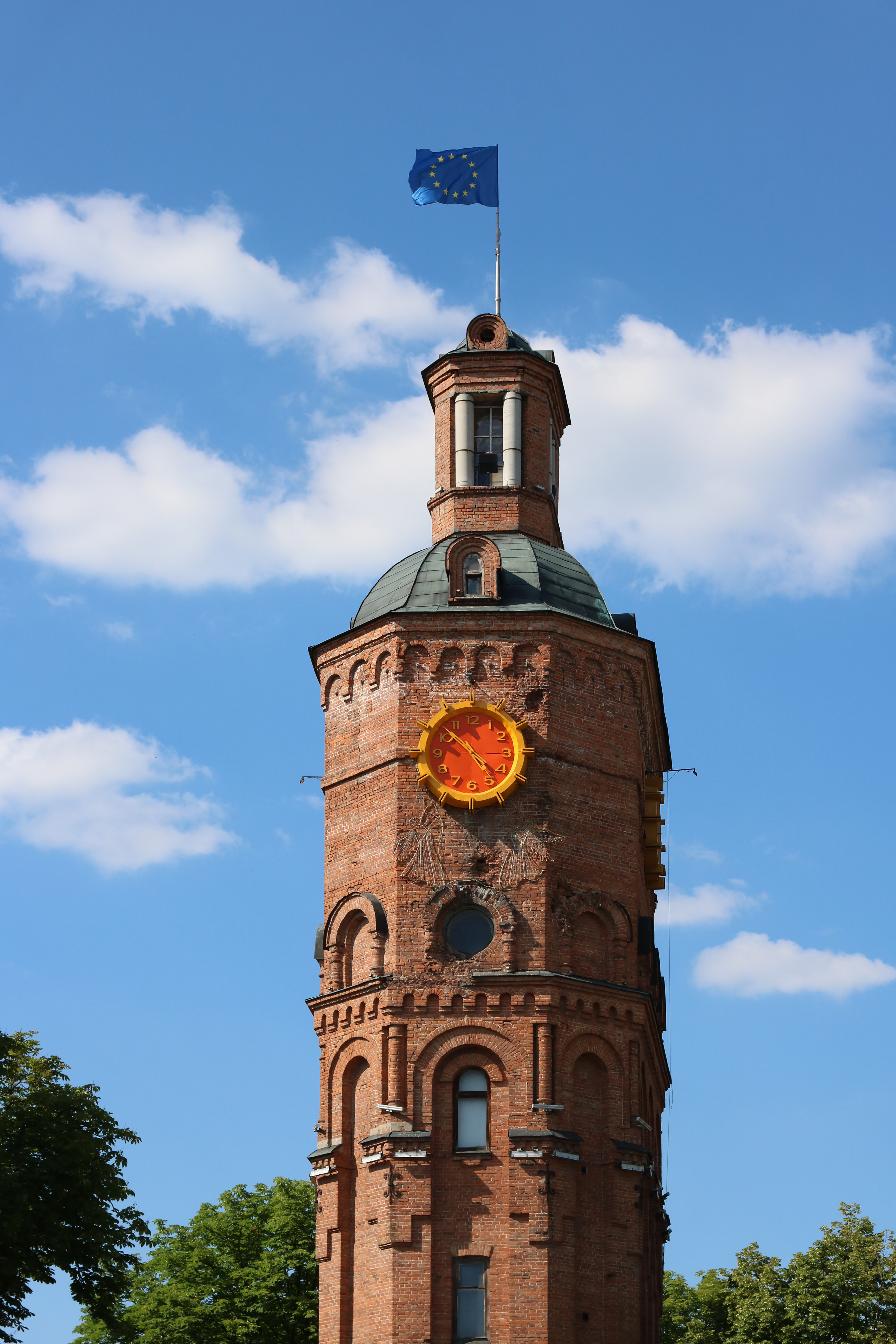
Velha torre d'água em Vinítsia, Ucrânia. Após a candidatura do país na união, a bandeira da união europeia foi hasteada na torre por uma semana. Todas as noites as 21:00 o hino da união europeia era tocado em homenagem a candidatura.

### Na Ucrânia
91% dos ucranianos apoiam a adesão à União Europeia durante a invasão russa da Ucrânia em 2022, de acordo com uma pesquisa realizada pelo Rating Sociological Group em 30-31 de março de 2022, acima dos 66,4% em fevereiro 2015.

### Na UE
De acordo com uma pesquisa realizada pelo Ifop encomendada pela Yalta European Strategy e pela Fondation Jean-Jaurès de 3 a 7 de março de 2022, 92% dos apoiadores da adesão da Ucrânia à UE na Polônia, 71% na Itália, 68% na Alemanha, e 62% na França.
O inquérito Eurobarómetro Flash realizado em abril em todos os países da UE mostra o maior apoio à adesão da Ucrânia à UE em Portugal, onde 87% dos inquiridos o apoiaram. Seguem-se Estónia (83%), Lituânia (82%), Polónia (81%) e Irlanda (79%). Os húngaros são os mais céticos quanto à adesão da Ucrânia, com apenas 48% dos entrevistados apoiando a ideia (37% contra). Ao mesmo tempo, a Hungria tem a maior parcela da população indecisa nesta questão - 16% (o mesmo na França e na Bélgica).